# Massachusetts Computer Associates
Massachusetts Computer Associates (původně jen Computer Associates), také známá jako COMPASS, byla americká softwarová společnost se sídlem ve Wakefieldu ve státě Massachusetts, podnikající přibližně v letech 1961 až 1991. Založil ji Thomas Edward Cheatham mladší a zaměřovala se především na návrhy a implementace programovacích jazyků a špičkových kompilátorů, zejména pak na transformaci zdrojových kódů, tzv. transpilery a nabízela služby v oblasti pokročilých architektur a superpočítačů.
Koncem pozdních 60. let ji získala společnost Applied Data Research a koncem let 80. společnost SofTech.

## Firemní historie
Na konci 60. let koupila Massachusetts Computer Associates společnost Applied Data Research (ADR).
V roce 1986 byla společnost ADR prodána společnosti Ameritech a ta poté nepříbuzné společnosti Computer Associates z New Yorku.
V roce 1989, krátce po prodeji ADR společnosti Computer Associates, byla dceřiná společnost Compass obratem prodána společnosti SofTech.

## Zaměstnanci firmy
V určitém období své kariéry bylo zaměstnancem nebo konzultantem společností COMPASS mnoho známých počítačových vědců, například Michael J. Fischer, Stephen Warshall, Robert W. Floyd, Leslie Lamport a Anatol Holt. Mezi systémy, na kterých pracovali, patří AMBIT/G, IVTRAN a kompilátor Fortranu pro  první masivně paralelní počítač ILLIAC IV.
Leslie Lamport napsal svůj věhlasný článek „Time, Clocks“ (česky Čas, Hodiny), když působil v COMPASSu.
Původní vektorizační kompilátor – kompilátor regenerující paralelismus s využitím vysokoúrovňového programovacího jazyka, pro ILLIAC IV byl napsán ve společnosti COMPASS s přispěním Lamporta, který zde pracoval na částečný úvazek.
Algoritmus Treesort (třídění stromů) Roberta Floyda byl publikován, když Floyd pracoval pro společnost COMPASS.